# Église de Kemiö
L'église Saint-André  (en finnois : Pyhän Andreaksen kirkko)  est une église médiévale en pierre construite à Kemiö en Finlande ,,.

## Présentation
L'église médiévale en pierre et le presbytère de Kemiö forment un ensemble historique. L'intérieur voûté de l'église représente le point culminant de l'architecture gothique en Finlande.
L'église en pierre et le presbytère voisin sont situés dans la partie centrale de l'île de Kemiö, sur le versant d'une vallée champêtre bordée de collines.
L'église a été conçue par le même maître d'œuvre que celui des églises de Perniö, Sauvo et Tenhola.
La tour ouest de l'église médiévale, construite en pierre grise, à coupole baroque, et la salle d'armes ont apparemment été construites à la fin du XVIIIe siècle.
Les grands piliers octogonaux divisent la nef en trois vaisseaux de mêmes dimensions.
Le décor moderne du chœur date des années 1960.
Les vitraux sont l’œuvre de Gunnar Forsström.
L'ensemble architectural ecclésiastique de Kemiö est associé au presbytère construit dans les années 1840 sur une parcelle du presbytère médiéval.
Le bâtiment principal a été conçu par Pehr Johan Gylich, l'architecte de la ville de Turku.
Dans la cour aux allures de parc, il y a aussi une ancienne grange.

## Cimetière
Le portail en pierre blanchie à la chaux du cimetière entouré d'une clôture en pierre a été construit en 1796.
La partie inférieure en pierre du clocher, construit en 1708 du côté ouest, est aménagée en morgue.
La zone de la tombe des héros a été construite selon les plans de l'architecte Erik Bryggman en 1953.
Parmi les pierres tombales individuelles se trouvent la pierre tombale d'Amos Anderson, conçue par l'architecte Wäinö Gustaf Palmqvist et sculptée par le sculpteur Felix Nylund ainsi que l'ensemble de tombes conçu par Bengt Lundsten (fi) pour la famille Jägerskiöld propriétaire du manoir de Sjölax.

## Musée
Sur le versant de la colline, du côté nord-ouest de l'église, un grenier en pierre de 1848 sert de musée d'histoire locale.